# Картава Ганна Юхимівна
Ганна Юхимівна Картава (10 липня 1900, село Макаричі Суразького повіту Чернігівської губернії, тепер Красногорського району Брянської області, Російська Федерація — 2 листопада 1956, село Большой Антибес Маріїнського району Кемеровської області, тепер Російська Федерація) — радянська діячка, ланкова колгоспу «Путь новой жизни» Маріїнського району Новосибірської (Кемеровської) області. Депутат Верховної ради СРСР 1—2-го скликань. Герой Соціалістичної Праці (6.03.1948).

## Біографія
Народилася в бідній селянській родині. У школі не вчилася. З дванадцятирічного віку наймитувала, пасла корів у заможних селян. У 1915 році завербувалася на роботи у Волинську губернію, працювала в полі на збиранні цукрових буряків у багатого землевласника, потім працювала на цукровому заводі. З 1919 року обробляла власний земельний наділ в селі Макаричі на Брянщині, наймитувала в заможних селян.
У 1929 році з чоловіком та двома дітьми переїхала до Сибіру, де оселилася в селі Альбідет Маріїнського району Томського округу Сибірського краю. Тут спочатку також наймитувала. У 1930 році вступила до колгоспу «Путь новой жизни» Маріїнського району, працювала в рільничій бригаді, закінчила курси лікнепу, навчилася грамоті.
З 1935 року керувала картоплярською ланкою колгоспу «Путь новой жизни» Баїмської сільради Маріїнського району. Незабаром стала відома як рекордсменка зі збирання врожаю картоплі. У 1935 році була делегатом 2-го Всесоюзного з'їзду колгоспників у Москві. Перший рекордний урожай — 428 центнерів з гектара — зібрала 1936 року, наступного року на дослідній ділянці зібрала вже 904 центнери. Такий результат став можливим завдяки суворому дотриманню агротехніки, ретельному догляду за посівами, широкому використанню добрив — золи, калію суперфосфату. Тричі брала участь у Всесоюзній сільськогосподарській виставці, ділилася досвідом вирощуванні картоплі у складних умовах Сибіру. Член ВКП(б).
У 1945 році ланка Картавої на одному із гектарів своєї дослідної ділянки зібрала 1140 центнерів картоплі. У 1947 році з площі 7,9 гектара ланкою було зібрано по 530 центнерів картоплі.
Указом Президії Верховної Ради СРСР від 6 березня 1948 року за одержання високих урожаїв Картавій Ганні Юхимівні присвоєно звання Героя Соціалістичної Праці з врученням ордена Леніна та золотої медалі «Серп і Молот».
Працювала ланковою колгоспу «Путь новой жизни» Маріїнського району Кемеровської області до виходу на пенсію в 1953 році.
Померла 2 листопада 1956 року. Похована на Маріїнському міському цвинтарі.

## Нагороди
- Герой Соціалістичної Праці (6.03.1948)
- два ордени Леніна (6.03.1948, 25.02.1949)
- медалі